# Thuận Hòa, huyện Long Mỹ
Thuận Hòa là xã thuộc huyện Long Mỹ, tỉnh Hậu Giang, Việt Nam.

## Địa lý
Xã Thuận Hòa nằm ở phía nam huyện Long Mỹ, có vị trí địa lý:
- Phía đông giáp thị xã Long Mỹ
- Phía tây giáp xã Xà Phiên
- Phía nam và đông nam giáp tỉnh Sóc Trăng
- Phía bắc giáp thị xã Long Mỹ và xã Thuận Hưng.

Xã Thuận Hòa có diện tích 28,80 km², dân số năm 2019 là 9.508 người, mật độ dân số đạt 330 người/km².

## Lịch sử
Năm 1979, xã Thuận Hòa được thành lập từ một phần diện tích và dân số của xã Thuận Hưng.
Năm 1991, toàn bộ diện tích và dân số của xã Thuận Hòa được sáp nhập vào xã Thuận Hưng.
Năm 2006, xã Thuận Hòa được tái lập từ xã Thuận Hưng.

## Hành chính
Xã Thuận Hòa được chia thành 5 ấp: 1, 2, 3, 4, 5.